# Poppa

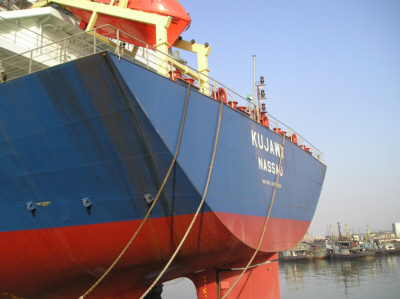
La zona poppiera di una nave

La poppa (póppa, dal latino pŭppis) è la parte posteriore di un'imbarcazione, ovvero quella parte situata all'estremità opposta della prua che è possibile individuare osservando l'imbarcazione dalla prua nella direzione opposta a quella di navigazione.
La poppa è l'area in cui sono solitamente situati gli apparati di timoneria, lo specchio di poppa, la barra del timone, i giardinetti, e gli organi di governo. È la parte opposta alla prua.

## Storia

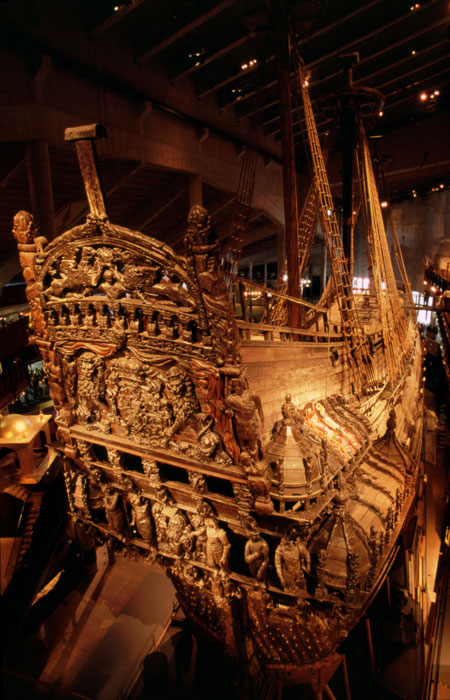
La decoratissima poppa del Regalskeppet Vasa

Nelle antiche imbarcazioni di grosse dimensioni la poppa era la zona in cui erano situate anche le cabine del comandante e degli ufficiali, divenendo di fatto la parte più "ricca", grazie a magnifiche decorazioni, alle passeggiate, alle gallerie e anche alle parecchie (e famosissime) finestre che ne ornavano i diversi piani.

Questo offriva una vulnerabilità, verso la quale, nel periodo che va dal XV al XVIII secolo, molti pirati e corsari concentravano le loro attenzioni. Una delle manovre di battaglia in mare era, infatti, la conquista della poppa.
Altra caratteristica della poppa è il collocamento di elementi tipici della navigazione, ovvero i fanali di coronamento e la bandiera della nazione a cui appartiene l'imbarcazione.

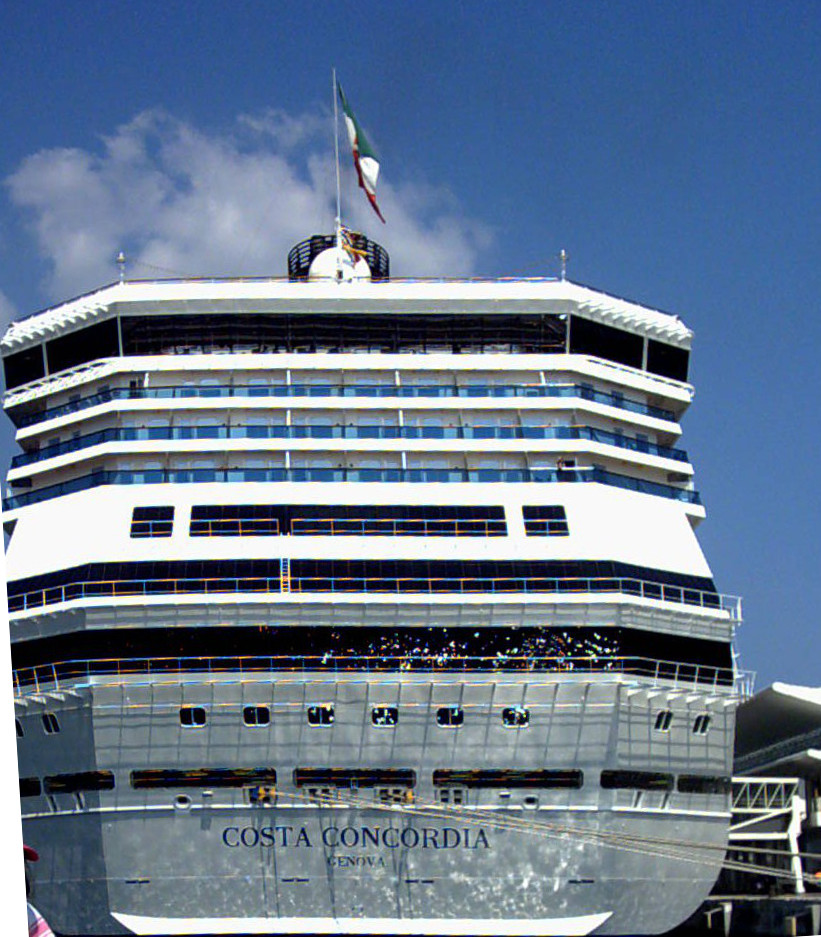
la poppa della Costa Concordia

Nei primi anni del XIX secolo la poppa delle navi di grandi dimensioni, divenne gradualmente più arrotondata e, con l'avvento delle imbarcazioni a propulsione a elica, la poppa divenne la zona degli equipaggiamenti; gli ufficiali si spostarono altrove.
Nelle moderne navi da crociera, la poppa è spesso la zona di ristoro, così da permettere la visione del mare su tre lati.

## Parti relative alla poppa
Tra le parti relative alla poppa ricordiamo il timone, la barra del timone, lo specchio di poppa, lo strallo di poppa o paterazzo, le sartie volanti, i giardinetti ed il pulpito di poppa.